# The Shamen
The Shamen se constituyó como una banda de música electrónica y experimental y estuvo inicialmente formada en Aberdeen (Escocia) por Colin Angus (nacido el 24 de agosto de 1961), Derek McKenzie (n. 27 de febrero de 1964), Keith McKenzie (n. 30 de agosto de 1961) y Peter Stephenson (n. 1 de marzo de 1962) a mediados de la década de los '80.
Aunque existen rumores que circulan por internet -nunca confirmados de manera oficial- de que su primer nombre fue Candy Cubes, lo cierto es que el grupo publicó su primer sencillo 'Drum the Beat' en vinilo bajo la denominación de Alone Again Or...con un estilo psicodélico de influencia de indie-pop-rock. Con el paso del tiempo, la formación sufrió una auténtica metamorfosis musical pasando a desarrollar el más puro acid house y convirtiéndose en pioneros del rock/dance, para posteriormente convertirse en todo un grupo pop-star con el éxito comercial 'Ebeneezer Goode' y el álbum 'Boss Drum', que cosechó más de un millón de ventas en todo el mundo.

## Historia

### 1980s
The Shamen fue precedido por Alone Again Or, denominación bajo la que Colin Angus y los hermanos McKenzie grabaron sus primeros sencillos inspirados en temas de Love. Tras su cambio de nombre, sus nuevos singles fueron recogidos en radio por John Peel. En junio de 1987, The Shamen publicó su primer álbum 'Drop' con una portada que hacía patente su devoción por la psicodelia de los años '60, influenciados por míticas formaciones como Love, Syd Barrett y los 13th Floor Elevators.
A mediados de 1987, el líder Colin Gilbert Angus experimentó los sonidos house junto a pioneros de este estilo musical como S-Express y M/A/R/R/S y aumentó su conocimiento de las más modernas técnicas de sintetizadores. En septiembre de 1987, The Shamen ya aplica estas técnicas a su propia música, la mezcla de guitarras de rock, tecno y el hip-hop y ritmos de muestra/samplers de radio o voces para crear el prototipo de rock-dance que les iba a resultar tan influyente como a otros grupos como Happy Mondays, Soup Dragon, Jesus Jones o EMF. Sin embargo, el nuevo sonido resultó demasiado radical para el cofundador y vocalista Derek McKenzie, que abandonó la banda a finales de 1987 para estudiar en la universidad; The Shamen pierde inesperadamente un miembro decisivo. La necesaria ayuda llegó de la mano del carismático William Sinnott (23 de diciembre de 1960 - 23 de mayo de 1991), que se unió al grupo en octubre de 1987 como bajista, liberando a Colin Angus de los coros vocales y la guitarra.
'Knature Of A Girl' fue el primer trabajo de The Shamen con la participación de Sinnott, pero no fue hasta el mes de junio de 1988 con 'Jesus Loves Amerika' cuando se pudo atisbar el camino emprendido por el grupo hasta su meta musical final. En esta etapa, Angus y Sinnott se habían introducido de lleno en el movimiento acid house del ambiente de Londres, y su música y los clubes estaban ya ejerciendo una gran influencia musical y personal en ambos. Keith McKenzie y Peter Stephenson no quedaron tan impresionados por estos nuevos acontecimientos y abandonaron el grupo tras ese verano. En enero de 1989 se publica el álbum 'In Gorbachev We Trust', un trabajo que permitió valorar la evolución del grupo para futuras composiciones.
En 1989 Angus y Sinnott se instalaron definitivamente en Londres, lo que les permite empezar de nuevo y meterse de lleno en la emergente escena rave; este iba a ser un año de mucho trabajo. Comenzaron con su ya legendaria gira 'Synergy', una discoteca de experiencias combinadas y con música en vivo de The Shamen junto a otras bandas y DJ's como Mixmaster Morris. El tour iba a durar casi dos años. Durante esta gira al grupo pudo darle tiempo también de lanzar el mini-álbum Phorward, un trabajo que ya ha pasado a la historia de la música británica como emblema 'de culto' del movimiento acid-house.

### 1990s
Su tercer álbum fue En Tact - publicado en 1990 ya con One Little Indian - y dio cabida a los éxitos 'Move Any Mountain', 'Hyperreal' y 'Make It Mine'. También notable fue la incorporación como artista invitado del rapero y DJ Mr. C (su nombre real es Richard West). La transformación de los escoceses al círculo rave concluyó con éxito.
En mayo de 1991, The Shamen viaja a las Islas Canarias (España) para filmar el vídeo promocional de 'Move Any Mountain'. El 23 de mayo, Sinnott se ahogó accidentalmente frente a la costa de la isla de La Gomera. Colin Angus dijo más tarde: "En un primer momento, yo todavía estaba sumido en el shock de su trágico e inesperado fallecimiento y no podía pensar en The Shamen en absoluto, no tenía la menor idea de cómo podría continuar sin él. Pero pensé en su recuerdo y que lo que a él más le hubiera gustado sería que la positividad de The Shamen continuara y que como en toda positividad a veces son necesarios e inevitables algunos cambios. Por lo tanto, por estas razones me animé a continuar y conservé el nombre de la banda porque también sabía que The Shamen realmente significó mucho para Will, y que fue una de las principales atracciones para él cuando valoró unirse al grupo."
Con Mr.C -ahora ya miembro de pleno derecho de The Shamen- y la colaboración de Jhelisa Anderson como vocalista invitada, el álbum 'Boss Drum' pronto vería la luz en 1992. En 'Boss Drum' participó en el corte 'Re: Evolution' el chamánico y mítico filósofo estadounidense Terence McKenna y el lp alojó el que se convertiría a la postre en el mayor y más controvertido éxito de The Shamen: 'Ebeneezer Goode'. 'Ebeneezer Goode' fue acusado en su momento de promover el consumo de drogas debido a al estribillo "Ezer Goode, Ezer Goode" - jugando con que los "E's son buenos" ( "E" define en el argot dance a la droga éxtasis), y a las referencias de doble sentido sobre drogas a lo largo de toda la canción; tanto CGA como Mr.C han tratado a lo largo de estos años de desmitificar esa conclusión, promovida principalmente por la prensa sensacionalista británica. Lo cierto es que hubo 'ecos' con referencias similares en anteriores canciones como 'Synergy' ( "MDM A-mazing... estamos juntos en éxtasis" ). A pesar de todo - o tal vez beneficiada de la tormenta publicitaria - la canción permaneció en el Número 1 de los top musicales de toda Europa durante 4 semanas.
A pesar de que el sencillo fue un éxito comercial, se consideró una 'música basura' y un impacto grave para la credibilidad 'underground' del grupo. El propio Terence Mckenna criticó duramente el giro musical y populista que estaba adquiriendo The Shamen y advirtiendo de una posible 'degradación' del espíritu propio de la banda desde sus comienzos. Pese a ciertos varapalos de la crítica, los sencillos 'Boss Drum' y 'Phorever People' fueron sobresalientes éxitos de popularidad y fueron elegidos para la votación del 'Best New Act', de BBC Radio 1 por parte de los oyentes en el 'Smash Hits Poll Winners Party' en 1992, pero algunos aficionados a largo plazo creen que son insignificantes musicalmente en comparación con anteriores trabajos de The Shamen.
Sin embargo, la reciente popularidad permitió a The Shamen liberar un número excepcionalmente grande de remezclas individuales, EP y LP sobre 'Boss Drum' en aquel tiempo, entre ellos 'The Face EP' (producido íntegramente por Mark Macguire), 'The SOS EP', y los LP 'On Air' y 'Different Drum'. 'On Air' ofrecía un recopilatorio de las canciones más conocidas de The Shamen - desde 'En Tact' hasta 'Boss Drum' - grabadas upplugged / en directo por la BBC Radio; 'Different Drum' fue un álbum remix con versiones alternativas de cada pista del lp 'Boss Drum'. Las canciones 'Boss Drum', 'LSI - Love Sex Intelligence', 'Phorever People', 'Ebeneezer Goode', 'Comin On' y "Re: Evolution" tuvieron sus propias publicaciones individuales.
'Axis Mutatis' en 1995, con la nueva vocalista Victoria Wilson-James sustituyendo Jhelisa Anderson, no dio mucho de que hablar. Algunas ediciones especiales de este álbum incluyeron un excelente bonus-cd, 'Arbor Bona Arbor Mala', un raro álbum ambient producido en su mayor parte por CGA. No obstante, 'Axis Mutatis' supuso en principio la vuelta al techno 'de culto' por parte de la banda - en contra de la voluntad de su discográfica - y un punto interesante de inflexión sobre la creatividad musical de Colin y Richard; singles promocionales como 'MK2A' - dedicado al movimiento secesionista de Hawái - son hoy en día muy valorados por coleccionistas del grupo y se paga un alto precio por sus limitadas ediciones en vinilo. Finalmente, es en esta época cuando el enigmático CGA decide ausentarse de toda aparición pública promocional, lo que ocasionará importantes distensiones entre los miembros del grupo como con los años reconocerá en alguna entrevista Mr.C.
The Shamen continuó grabando en la década de 1990, publicando otros dos LP con una influencia más profunda en tonos experimentales. Su penúltimo álbum de estudio, el instrumental 'Hempton Manor', constituyó un amargo desencuentro con su sello One Little Indian. Colin Angus afirma que se escribió en únicamente siete días para dar por finiquitado el contrato de grabación de temas originales que les unía con OLI desde 1989, y uniendo la primera letra de cada pista se descubren las palabras "Fuck Birket", en referencia al nombre del fundador de OLI Derek Birket, que quería que el grupo regresara en sus nuevas composiciones al territorio comercial con un amplio directorio. De este trabajo, podemos destacar el corte 'Indica' - que fue canción oficial de la Eurocopa de Fútbol '96 celebrada en Inglaterra - y también es digno de señalar que el disco fue presentado en primicia 'online' a través de internet en un concierto retransmitido en directo desde la discoteca 'The End' convirtiéndose de este modo el grupo en pionero en la utilización de la red como transmisor multimedia.
Para dar por finiquitada su relación con One Little Indian, The Shamen produjo un lp de remezclas con lo mejor de su carrera musical 'Remix Collection' y un 'contenedor' con los sencillos de su etapa con OLI 'Collection', en su mayoría los producidos por The Beatmasters para las radiofórmulas comerciales.
'UV', en las navidades de 1998, fue su último álbum. Publicado bajo el sello independiente propio de la banda (Moksha) marcó la vuelta a la producción de un techno clásico de The Shamen. Para Colin Angus, el disco supuso " una oportunidad de despedirnos de la escena musical con el aplauso del público" y realmente así fue, según la opinión de la gran mayoría de incondicionales de la banda. Leyendas amerindias, ecologismo, legalización de las drogas, chamanismo.... 'UV' (Ultimate Voyage) es un delicioso trabajo y denota una gran intensidad de agradar con cada una de sus notas al oyente. No obstante, Colin Angus insistía en dar por finiquitada la proyección comercial de la banda y esto condujo a un auténtico esperpento por momentos, como la aparición sin su presencia de The Shamen en el 'Melinda Night Show' presentando el sencillo 'Universal'. Tras finiquitar este periodo musical, sólo Mr.C se ha referido en diversas entrevistas a las circunstancias de la desaparición del grupo y el talento como compositor de Colin Angus. Por su parte, éste realizó una entrevista en exclusiva en julio de 2008 hablando sobre The Shamen para el blog en español 'The Uranian Sunlight' es las que dejaba claro su poca disposición a reactivar el grupo: " Reagrupar es no reformarse, es más bien un acto de reincidencia continua puro. Además, a mi edad se debe tener mejor criterio antes que andar por ahí de chiste con un hombre casado. " (refiriéndose evidentemente al otro miembro, Mr.C).

### Actualidad
Tras la disolución del grupo, Mr.C ha continuado con su trabajo como DJ y productor musical, convirtiéndose en un exitoso propietario de clubes nocturnos, el principal de ellos el londinense The End, que también tenía como pequeño copropietario a Colin Angus. Desde 2007, Richard West está también registrado como miembro del grupo Sycophant Slags junto a Francis Harris -alias Adultnapper- y refugiados en su propio sello discográfico, Superfreq Records. A finales del 2009, The End fue vendida y supuso el punto final de los negocios en común de Mr.C y Colin en Londres. Tras la venta de The End, Richard se traslada a Los Ángeles (EE. UU.) para iniciar su formación como actor e intentar comenzar en una nueva faceta artística, sin abandonar su composición musical propia como Mr.C, su presencia - en menor cantidad- como DJ en las mejores Party's mundiales y su exitosa participación con Sycophant Slags.
Por otra parte, Colin Angus padeció una grave enfermedad que estuvo a punto de costarle la vida, aunque afortunadamente salió airoso de la misma durante el transcurso del año 2002. Una nueva perspectiva de la vida le abrió de nuevo el apetito de componer y se reencontró de nuevo con el productor londinense Mattcatt, al que conoció durante los albores de la escena acid en los principios de los años '90. Colin y Matt estuvieron trabajando juntos entre el año 2004 hasta finales del 2008 en un proyecto musical - con referencias notables a la época 'Phorward' - que se llamó Pablo Sandoz y en su momento publicaron en su página oficial en internet una muestra de su creatividad en forma de cuatro canciones: 'Pyramid', 'Menara', 'Imaginatrix' y 'Fleet'; además, Pablo Sandoz ha colaborado en la producción musical de la BSO del film británico ' Cognition Factor ' y con el dj sudafricano Indidginus con 'Gene Swarm'. Lamentablemente, en marzo del 2009 Mattcatt anuncia el abandono de Colin del proyecto Pablo Sandoz por motivos estrictamente personales. Paralelamente en el tiempo y tras la venta de The End - cobrando CGA unos buenos dividendos como copropietario- Colin traslada su residencia habitual a Brighton. Esta circunstancia no ha sido obstáculo para que Colin Angus haya colaborado posteriormente con otros músicos: a finales del 2009 puso su voz al nuevo trabajo del grupo electro-pop alemán Conscience, concretamente en el tema 'Falling'; en el año 2010, volvió a colaborar y producir con Michael Martin (Indidginus) en Londres, como guitarrista en el tema 'Lost Coast', canción instrumental que ha publicado Indidginus en julio del 2011, incluida en el álbum titulado 'Sofa Surfer', un trabajo a que ha obtenido un enorme éxito por parte de la crítica especializada.

## Miembros del grupo
- Colin Gilbert Angus - Vocalista, guitarras, teclados (1985-1999)
- Derek McKenzie - Vocalista (1985-1987)
- Keith McKenzie - Batería (1985-1988)
- Peter Stephenson - Teclados (1985-1988)
- Will Sinnott - Bajo, vocalista, teclados (1987-1991)
- Richard West (Mr C) - Vocalista, teclados (1990-1999)
- Plavka Lonich - Vocalista Invitada (1990-1991)
- Jhelisa Anderson - Vocalista Invitada (1992-1994)
- Victoria Wilson James - Vocalista Invitada (1995-1999)

## Discografía
- Drop (1987)
- Strange Day Dreams (1988)
- In Gorvachev We Trust (1989)
- Phorward (1989)
- En-tact (1990)
- En-tact update (1991)
- Boss Drum (1992)
- Live Shamen Intensity (Live in Europe) (1992)
- On Air BBC Sessions (1993)
- Different Drum (1994)
- Axis Mutatis (1995)
- Arbor Bona Arbor Mala (1995)
- Hempton Manor (1996)
- Collection (1998)
- Remix Collection - Stars on 25 (1998)
- UV (1998)
- Hystericool (2002)